# Paratrichobius salvini
Paratrichobius salvini är en tvåvingeart som beskrevs av Wenzel 1966. Paratrichobius salvini ingår i släktet Paratrichobius och familjen lusflugor. Inga underarter finns listade i Catalogue of Life.